# Cynognathus
Cynognathus è un genere estinto di terapsidi, appartenente ai cinodonti. Visse nel Triassico medio (Anisico - Ladinico, circa 249 - 239 milioni di anni fa) e i suoi resti fossili sono stati ritrovati in Africa, Sudamerica e Antartide. È uno dei terapsidi non mammiferi più noti.

## Descrizione
I numerosi resti fossili di questo animale hanno permesso di ricostruirne abbastanza fedelmente l'aspetto. Cynognathus (il cui nome significa "mascella da cane") era lungo circa 2 metri inclusa la coda; esemplari di taglia particolarmente grande potevano raggiungere i due metri, coda compresa. La testa era molto grossa ed era lunga fino a 45 centimetri, con ampie fauci e denti aguzzi. Le zampe posteriori erano poste direttamente sotto il corpo, mentre quelle anteriori erano poste in posizione più laterale, in modo simile a quello di alcuni rettili attuali. Questa particolare "doppia postura" (eretta/allargata) si riscontra anche in alcuni mammiferi primitivi odierni (Jenkins, 2009).

### Cranio
Il cranio di Cynognathus era robusto, di forma abbastanza allungata e vagamente simile a quello di un cane; se visto dall'alto, era stretto, di forma vagamente triangolare e dotato di un apice del muso leggermente allargato, più o meno dalla zona dei canini in avanti. La regione temporale era corta e serviva come inserzione di potenti muscoli masticatori.
L'arcata zigomatica era elevata e nettamente in continuità con la parete laterale del cranio; il bordo superiore di questo arco non raggiungeva il livello della cresta sagittale. L'arco presentava un solco che ospitava il meato uditivo esterno e che iniziava a poca distanza sotto il margine superiore. Le lame mediali dell'osso palatino erano più piccole rispetto a quelle di Diademodon; di conseguenza, il palato secondario era meno sviluppato rispetto a quello di quest'ultimo genere. La mandibola era costituita praticamente da un unico osso, l'osso dentale, dotato di una cresta ossea molto alta (processo coronoide) che si articolava con il cranio e che permetteva alle fauci di aprirsi notevolmente. Questa flangia ossea forniva inoltre una grande area per l'inserzione di ulteriori muscoli, dando così alle fauci un morso eccezionalmente potente. Come in Diademodon e nei triteledontidi, l'osso dentale era dotato di un angolo inferiore che si proiettava al di sotto del livello del margine ventrale della parte posteriore della mandibola. 

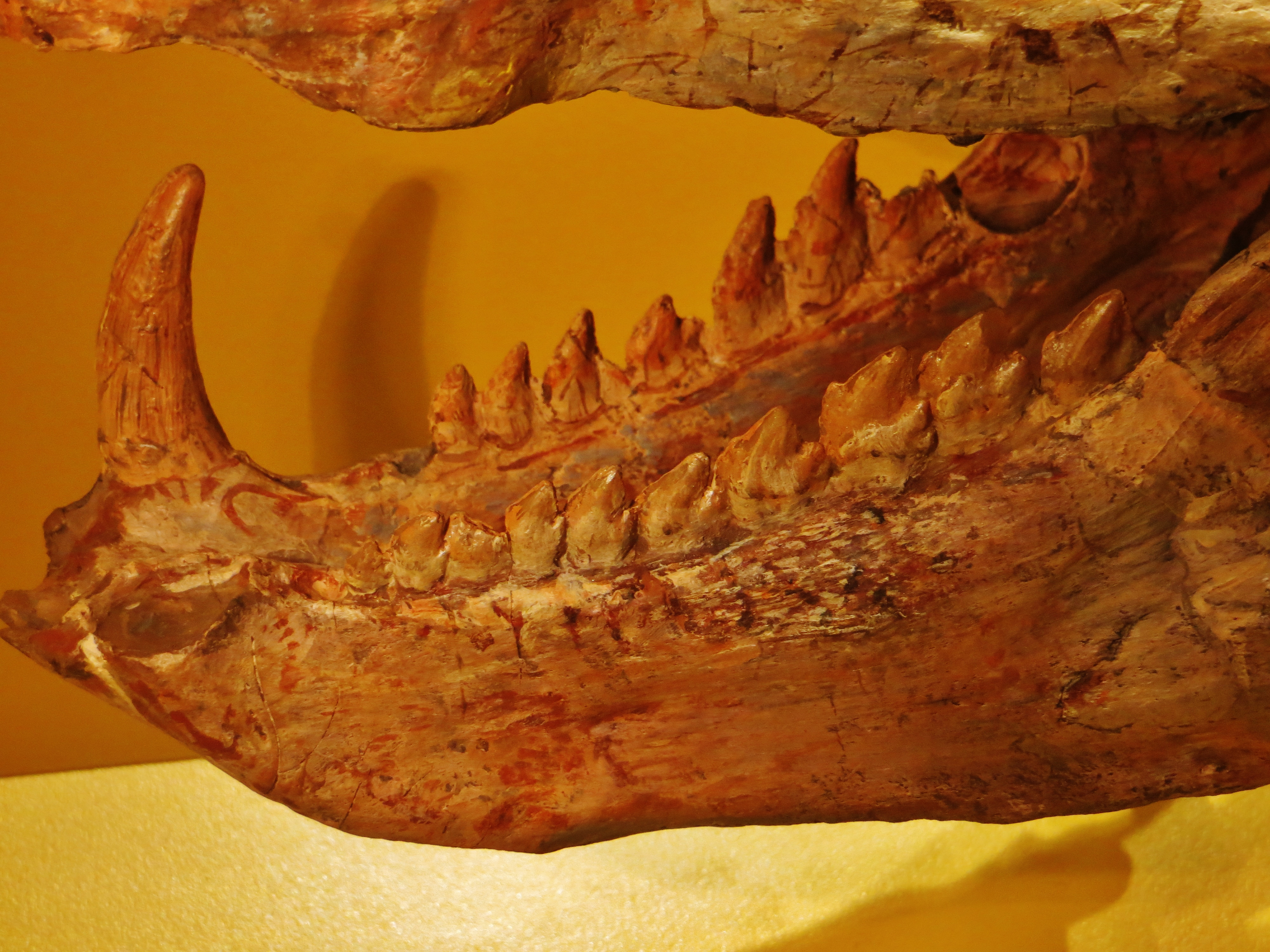
Particolare della dentatura inferiore di Cynognathus crateronotus

Mentre la mandibola ha la tipica struttura "eucinodonte" completamente espressa, la finestra temporale è piuttosto corta. La parete posteriore della fenestra, che forma l'occipite, non ha il profondo solco tra sé stessa e la radice dell'arco zigomatico tipico di altri eucinodonti; forse ciò era un adattamento da ipercarnivoro, dove il muscolo principale di chiusura della mascella era un m. temporalis orientato posterodorsalmente. 

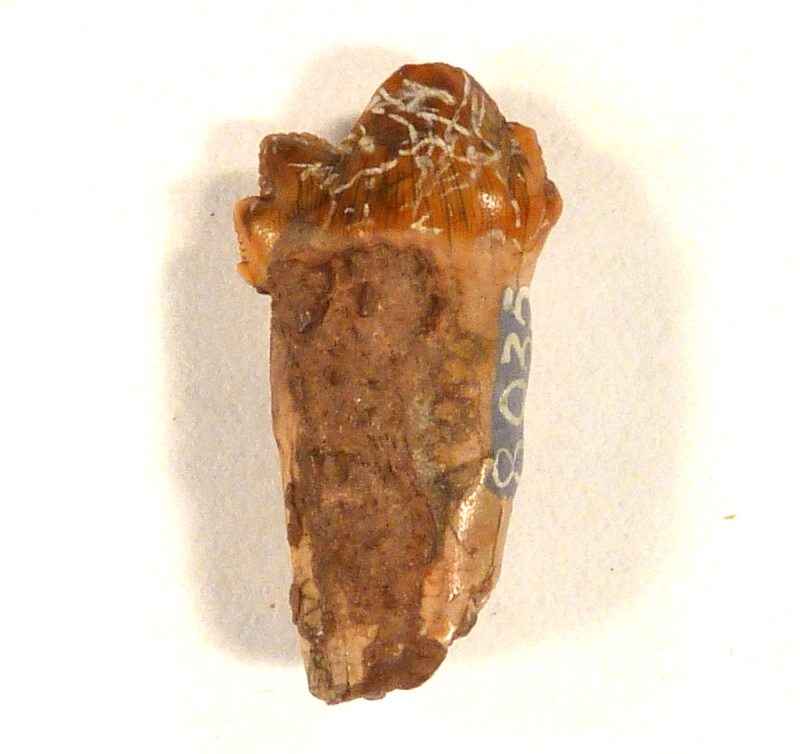
Dente postcanino di Cynognathus crateronotus

La formula dentaria era 4/3, 1/1, 10/11. La dentatura superiore di Cynognathus era composta da quattro denti incisiviformi piuttosto aguzzi e di piccole dimensioni, seguiti da un diastema e da un grande canino acuminato, ricurvo all'indietro, compresso lateralmente e finemente dentellato lungo i margini anteriore e posteriore. Dopo il canino era presente un grande diastema. I denti postcanini erano taglienti, dotati di almeno tre cuspidi allineate (ma privi delle cuspule del cingulum), dalla corona più lunga che larga e dalle dimensioni crescenti verso la parte posteriore delle fauci. Il modo in cui questi denti si usuravano indica che non vi era una precisa occlusione tra denti superiori e denti inferiori, ma solo una generale opposizione tra le due file di denti.

### Scheletro postcranico
Lo scheletro postcranico di Cynognathus è imperfettamente conosciuto, ma dalle ossa finora ritrovate si può desumere che questo animale possedeva un corpo robusto, zampe possenti e una lunga coda. Le ginocchia erano dirette in avanti, così come il gomito era diretto all'indietro; ciò conferiva all'animale una postura quasi eretta, tipica dei mammiferi. 

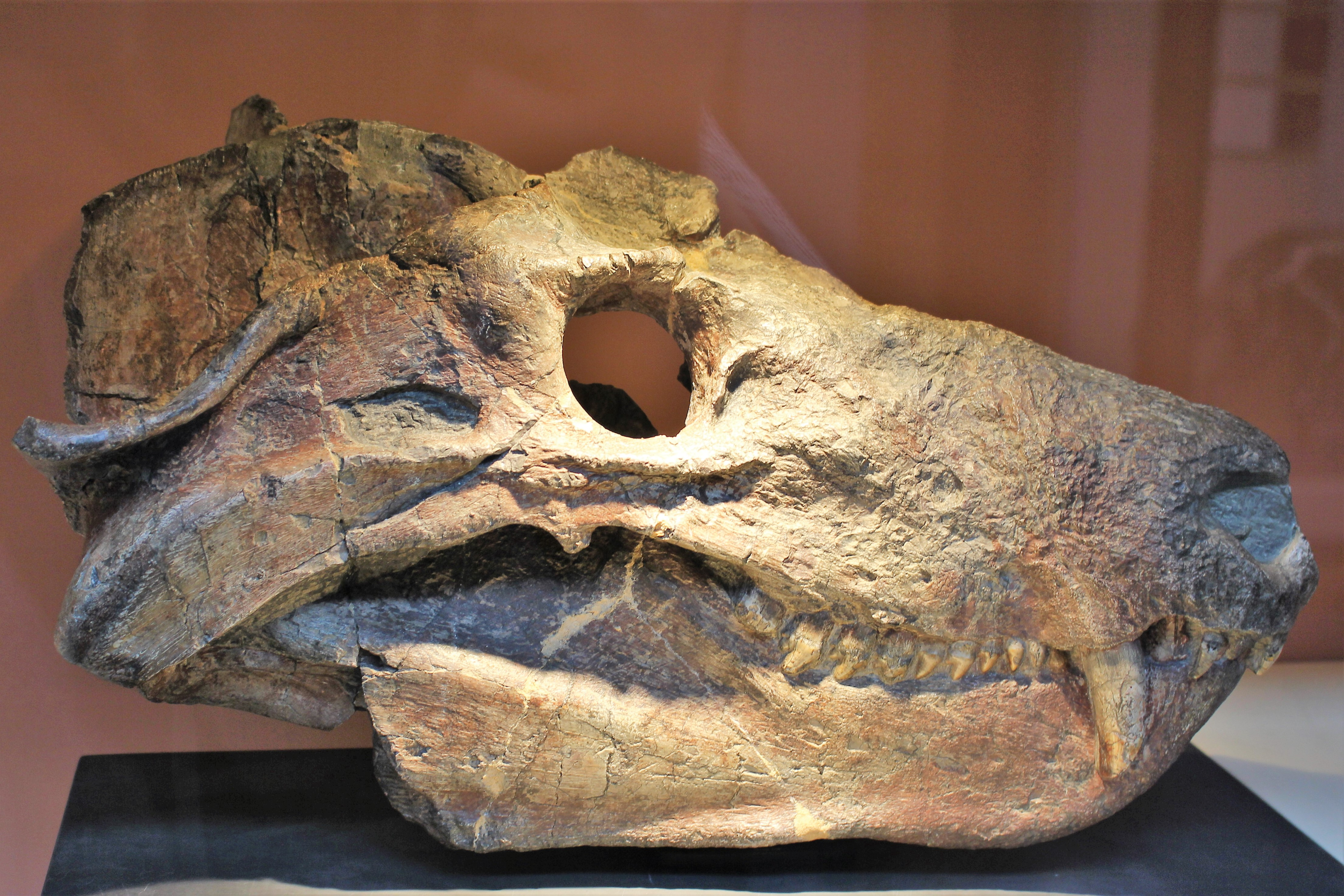
Cranio di Cynognathus crateronotus

La colonna vertebrale, formata da ossa piuttosto robuste, comprendeva sette vertebre cervicali, diciassette dorsali, cinque lombari, tre sacrali e dieci caudali. Le prime costole erano libere, ma a partire dalla tredicesima la parte iniziale della costola era coperta da una parte di quella precedente, e così via. Dalla regione dello stomaco in poi le costole erano ridotte e via via diventavano pressoché vestigiali; è possibile che vi fosse un potente diaframma, un muscolo importante nella respirazione dei mammiferi. La prima vertebra sacrale aveva una superficie d'inserzione per l'osso iliaco. Sembra che la scapola fosse inclinata in avanti in rapporto alle costole, come avviene nei monotremi, e non diretta all'indietro come nella maggior parte dei placentati. Era presente una spina scapolare rudimentale e anche una fossetta prespinosa che nasceva nell'angolo superiore/anteriore dell'osso; l'acromion era già prominente. 
La testa dell'omero era più piatta e meno distinta dalla diafisi rispetto a quella dei marsupiali, e in generale l'omero assomigliava più a quello di un rettile che a quello di un mammifero. La testa del femore era ovale e si articolava in un grande acetabolo; il grande trocantere era molto sviluppato, e il piccolo trocantere era già vicino alla testa del femore come nei mammiferi. La pelvi era estesa all'indietro rispetto all'acetabolo, una caratteristica tipica di mammiferi e uccelli e anch'essa denotante una postura eretta. 

### Muscoli e tegumento
Sono stati proposti alcuni tentativi di ricostruire la muscolatura di Cynognathus, a partire dagli studi di Gregory e Camp (1918). Sembra che il cinto scapolare di Cynognathus sorreggesse un muscolo trapezio simile a quello dei monotremi. Sembra che fossero presenti un m. serratus anteriore e un m. serratus superficialis, come nei rettili. Visto che erano presenti le fosse infra- e supra-spinose, è probabile che fossero presenti un m. supraspinatus e un m. infraspinatus. Lo sviluppo dell'ilio indica che in Cynognathus era forse già presente un muscolo del gluteo, mentre il m. pubo-ischio-femoralis internus era già separato in unità distinte, come nei mammiferi. Sembra che non ci fosse un m. sartorius, ma che fosse già presente un m. ambiens. 

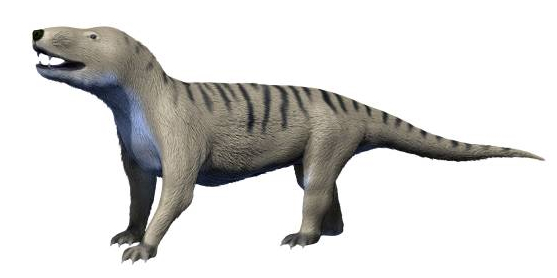
Ricostruzione di Cynognathus

Per quanto riguarda il tegumento, non è chiaro che tipo di tessuto ricoprisse il corpo di Cynognathus; è possibile che vi fosse una pelle ruvida o forse fosse già presente una pelliccia. La presenza di fori e canali sulle ossa del muso, in ogni caso, indicherebbero la presenza di concentrazioni di nervi e vasi sanguigni; nei mammiferi, queste strutture permettono ad alcuni peli (le vibrisse) di essere utilizzati come organi di senso.

### Autapomorfie
Possibili tratti unici derivati (autapomorfie) di Cynognathus, che lo distinguevano da tutti gli altri cinodonti noti, includono una barra postorbitale estremamente allungata e denti postcanini taglienti con due cuspidi seghettate distali rispetto a un apice ricurvo (Wynd et al., 2018).

## Scoperta dei fossili
Tra il 1888 e il 1889 il paleontologo britannico Harry Govier Seeley visitò l'Africa meridionale. Nel 1889, nei pressi di Lady Frere, in un luogo in cui in precedenza Alfred Brown aveva scoperto un dente, Seeley rinvenne un cranio e uno scheletro postcranico parziale di un cinodonte. Nel 1894, Seeley descrisse quindi il genere Cynognathus e istituì come specie tipo la specie Cynognathus crateronotus. Seeley attribuì altre tre specie a questo genere: Cynognathus berryi (in onore di James Berry che aveva aiutato negli scavi), C. platyceps ("muso piatto") e C. leptorhinus ("naso sottile"). Nel 1895, Seeley pubblicò una descrizione più dettagliata di questi reperti.
Nel corso degli anni sono stati ritrovati numerosi esemplari incompleti di cinodonti provenienti da terreni del Triassico medio del Sudafrica, costituiti principalmente da materiale cranico, a cui sono stati dati diversi nomi specifici e generici. I sinonimi generici includono Cistecynodon, Cynidiognathus, Cynogomphius, Karoomys, Lycaenognathus, Lycochampsa e Lycognathus. I generi Karoomys e Cistecynodon sono conosciuti solo da esemplari giovani. I sinonimi a livello di specie includono Cistecynodon parvus, Cynidiognathus broomi, C. longiceps, C. merenskyi, Cynognathus berryi, C. minor, C. platyceps, Cynogomphius berryi, Karoomys browni, Lycaenognathus platyceps, Lycochampsa ferox, Lycognathus ferox e Nythosaurus browni.
Una revisione operata da Hopson e Kitching nel 1972 ha permesso però di riconoscere che tutti questi fossili sono in realtà ascrivibili a una singola specie, Cynognathus crateronotus, caratterizzata da un'alta variabilità intraspecifica. Molti di questi esemplari, inoltre, rappresentano diversi gradi ontogenetici, mentre altri sarebbero risultati deformati durante il processo di fossilizzazione.

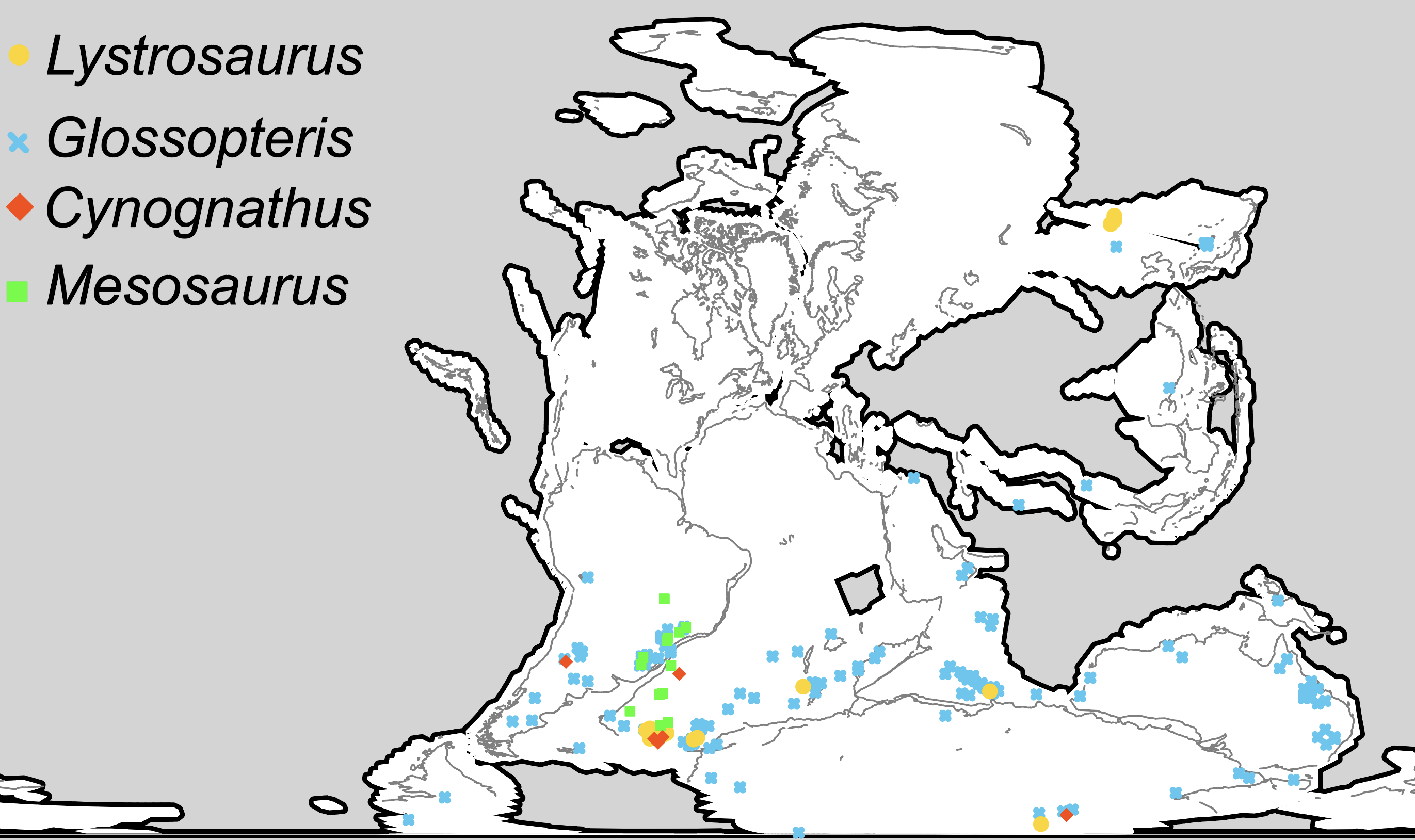
Distribuzione di quattro generi fossili del Permiano e del Triassico usati come prove biogeografiche per la deriva dei continenti. La posizione dei fossili di Cynognathus è indicata da diamanti rossi.

## Distribuzione
Fossili attribuiti al genere Cynognathus sono stati scoperti principalmente in Sudafrica, nella formazione Burgersdorp del Gruppo Beaufort, principalmente in terreni risalenti all'Anisico (parte iniziale del Triassico medio). I fossili di questo animale sono così abbondanti in queste rocce che hanno dato il nome a un'intera biozona, la "Cynognathus Assemblage Zone", caratterizzata dalla presenza di numerosi fossili di terapsidi cinodonti. Fossili attribuiti a Cynognathus sono però stati ritrovati anche in terreni più recenti (Ladinico). Il notevole successo evolutivo di questo terapside è testimoniato da ritrovamenti fossili avvenuti anche in altre zone dell'Africa (Lesotho, Namibia, Tanzania, Zambia), ma anche in Sudamerica (formazione Río Seco de la Quebrada in Argentina) e nella formazione Fremouw in Antartide. La distribuzione dei fossili di Cynognathus è un'importantissima prova a avore della teoria della deriva dei continenti, insieme ad altri fossili iconici come quelli di Mesosaurus, Glossopteris e Lystrosaurus, e testimonia la straordinaria diffusione di questo genere, espansosi in gran parte dell'antico supercontinente Gondwana e vissuto per vari milioni di anni.

## Classificazione
Cynognathus è il genere eponimo (e attualmente considerato l'unico membro) della famiglia Cynognathidae e del clade Cynognathia, comprendente numerosi altri cinodonti, tra cui numerose forme erbivore come i diademodontidi, i traversodontidi e i triracodontidi. Cynognathus è considerato uno dei primi e più arcaici rappresentanti del clade Eucynodontia, comprendente anche il clade Probainognathia e, all'interno di essi, i mammiferi.
Di seguito è rappresentato un cladogramma semplificato, che indica la posizione di Cynognathus all'interno dei terapsidi:
```
Therapsida

│
└─
Cynodontia

  ├─
Procynosuchidae

  └─┬─
Galesauridae

    └─
Eucynodontia

      ├─
Cynognathia

      │ ├─
Cynognathus

      │ └─
Gomphodontia

      │   ├─
Diademodontidae

      │   ├─
Trirachodontidae

      │   └─
Traversodontidae

      └─
Probainognathia
 (comprendenti anche i 
mammiferi
)
```

Di seguito è invece mostrato un cladogramma tratto dal lavoro di Stefanello e colleghi (2023):
|  | Pascualgnathus polanskii                                                           |
|  |                                                                                    |
|  | Luangwa drysdalli                                                                  |
|  |                                                                                    |
|  | Scalenodon angustifrons                                                            |
|  |                                                                                    |
|  | Mandagomphodon hirschoni                                                           |
|  |                                                                                    |
|  | \| \| Massetognathus pascuali \| \| \| \| \| \| Exaeretodon argentinus \| \| \| \| |
|  |                                                                                    |
|  | Massetognathus pascuali                                                            |
|  |                                                                                    |
|  | Exaeretodon argentinus                                                             |
|  |                                                                                    |

|  | Massetognathus pascuali |
|  |                         |
|  | Exaeretodon argentinus  |
|  |                         |

|  | Pascualgnathus polanskii                                                           |
|  |                                                                                    |
|  | Luangwa drysdalli                                                                  |
|  |                                                                                    |
|  | Scalenodon angustifrons                                                            |
|  |                                                                                    |
|  | Mandagomphodon hirschoni                                                           |
|  |                                                                                    |
|  | \| \| Massetognathus pascuali \| \| \| \| \| \| Exaeretodon argentinus \| \| \| \| |
|  |                                                                                    |
|  | Massetognathus pascuali                                                            |
|  |                                                                                    |
|  | Exaeretodon argentinus                                                             |
|  |                                                                                    |

|  | Massetognathus pascuali |
|  |                         |
|  | Exaeretodon argentinus  |
|  |                         |

|  | Pascualgnathus polanskii                                                           |
|  |                                                                                    |
|  | Luangwa drysdalli                                                                  |
|  |                                                                                    |
|  | Scalenodon angustifrons                                                            |
|  |                                                                                    |
|  | Mandagomphodon hirschoni                                                           |
|  |                                                                                    |
|  | \| \| Massetognathus pascuali \| \| \| \| \| \| Exaeretodon argentinus \| \| \| \| |
|  |                                                                                    |
|  | Massetognathus pascuali                                                            |
|  |                                                                                    |
|  | Exaeretodon argentinus                                                             |
|  |                                                                                    |

|  | Massetognathus pascuali |
|  |                         |
|  | Exaeretodon argentinus  |
|  |                         |

|  | Pascualgnathus polanskii                                                           |
|  |                                                                                    |
|  | Luangwa drysdalli                                                                  |
|  |                                                                                    |
|  | Scalenodon angustifrons                                                            |
|  |                                                                                    |
|  | Mandagomphodon hirschoni                                                           |
|  |                                                                                    |
|  | \| \| Massetognathus pascuali \| \| \| \| \| \| Exaeretodon argentinus \| \| \| \| |
|  |                                                                                    |
|  | Massetognathus pascuali                                                            |
|  |                                                                                    |
|  | Exaeretodon argentinus                                                             |
|  |                                                                                    |

|  | Massetognathus pascuali |
|  |                         |
|  | Exaeretodon argentinus  |
|  |                         |

|  | Pascualgnathus polanskii                                                           |
|  |                                                                                    |
|  | Luangwa drysdalli                                                                  |
|  |                                                                                    |
|  | Scalenodon angustifrons                                                            |
|  |                                                                                    |
|  | Mandagomphodon hirschoni                                                           |
|  |                                                                                    |
|  | \| \| Massetognathus pascuali \| \| \| \| \| \| Exaeretodon argentinus \| \| \| \| |
|  |                                                                                    |
|  | Massetognathus pascuali                                                            |
|  |                                                                                    |
|  | Exaeretodon argentinus                                                             |
|  |                                                                                    |

|  | Massetognathus pascuali |
|  |                         |
|  | Exaeretodon argentinus  |
|  |                         |

|  | Pascualgnathus polanskii                                                           |
|  |                                                                                    |
|  | Luangwa drysdalli                                                                  |
|  |                                                                                    |
|  | Scalenodon angustifrons                                                            |
|  |                                                                                    |
|  | Mandagomphodon hirschoni                                                           |
|  |                                                                                    |
|  | \| \| Massetognathus pascuali \| \| \| \| \| \| Exaeretodon argentinus \| \| \| \| |
|  |                                                                                    |
|  | Massetognathus pascuali                                                            |
|  |                                                                                    |
|  | Exaeretodon argentinus                                                             |
|  |                                                                                    |

|  | Massetognathus pascuali |
|  |                         |
|  | Exaeretodon argentinus  |
|  |                         |

|  | Pascualgnathus polanskii                                                           |
|  |                                                                                    |
|  | Luangwa drysdalli                                                                  |
|  |                                                                                    |
|  | Scalenodon angustifrons                                                            |
|  |                                                                                    |
|  | Mandagomphodon hirschoni                                                           |
|  |                                                                                    |
|  | \| \| Massetognathus pascuali \| \| \| \| \| \| Exaeretodon argentinus \| \| \| \| |
|  |                                                                                    |
|  | Massetognathus pascuali                                                            |
|  |                                                                                    |
|  | Exaeretodon argentinus                                                             |
|  |                                                                                    |

|  | Massetognathus pascuali |
|  |                         |
|  | Exaeretodon argentinus  |
|  |                         |

|  | Pascualgnathus polanskii                                                           |
|  |                                                                                    |
|  | Luangwa drysdalli                                                                  |
|  |                                                                                    |
|  | Scalenodon angustifrons                                                            |
|  |                                                                                    |
|  | Mandagomphodon hirschoni                                                           |
|  |                                                                                    |
|  | \| \| Massetognathus pascuali \| \| \| \| \| \| Exaeretodon argentinus \| \| \| \| |
|  |                                                                                    |
|  | Massetognathus pascuali                                                            |
|  |                                                                                    |
|  | Exaeretodon argentinus                                                             |
|  |                                                                                    |

|  | Massetognathus pascuali |
|  |                         |
|  | Exaeretodon argentinus  |
|  |                         |

|  | Pascualgnathus polanskii                                                           |
|  |                                                                                    |
|  | Luangwa drysdalli                                                                  |
|  |                                                                                    |
|  | Scalenodon angustifrons                                                            |
|  |                                                                                    |
|  | Mandagomphodon hirschoni                                                           |
|  |                                                                                    |
|  | \| \| Massetognathus pascuali \| \| \| \| \| \| Exaeretodon argentinus \| \| \| \| |
|  |                                                                                    |
|  | Massetognathus pascuali                                                            |
|  |                                                                                    |
|  | Exaeretodon argentinus                                                             |
|  |                                                                                    |

|  | Massetognathus pascuali |
|  |                         |
|  | Exaeretodon argentinus  |
|  |                         |

|  | Pascualgnathus polanskii                                                           |
|  |                                                                                    |
|  | Luangwa drysdalli                                                                  |
|  |                                                                                    |
|  | Scalenodon angustifrons                                                            |
|  |                                                                                    |
|  | Mandagomphodon hirschoni                                                           |
|  |                                                                                    |
|  | \| \| Massetognathus pascuali \| \| \| \| \| \| Exaeretodon argentinus \| \| \| \| |
|  |                                                                                    |
|  | Massetognathus pascuali                                                            |
|  |                                                                                    |
|  | Exaeretodon argentinus                                                             |
|  |                                                                                    |

|  | Massetognathus pascuali |
|  |                         |
|  | Exaeretodon argentinus  |
|  |                         |

|  | Pascualgnathus polanskii                                                           |
|  |                                                                                    |
|  | Luangwa drysdalli                                                                  |
|  |                                                                                    |
|  | Scalenodon angustifrons                                                            |
|  |                                                                                    |
|  | Mandagomphodon hirschoni                                                           |
|  |                                                                                    |
|  | \| \| Massetognathus pascuali \| \| \| \| \| \| Exaeretodon argentinus \| \| \| \| |
|  |                                                                                    |
|  | Massetognathus pascuali                                                            |
|  |                                                                                    |
|  | Exaeretodon argentinus                                                             |
|  |                                                                                    |

|  | Massetognathus pascuali |
|  |                         |
|  | Exaeretodon argentinus  |
|  |                         |

|  | Pascualgnathus polanskii                                                           |
|  |                                                                                    |
|  | Luangwa drysdalli                                                                  |
|  |                                                                                    |
|  | Scalenodon angustifrons                                                            |
|  |                                                                                    |
|  | Mandagomphodon hirschoni                                                           |
|  |                                                                                    |
|  | \| \| Massetognathus pascuali \| \| \| \| \| \| Exaeretodon argentinus \| \| \| \| |
|  |                                                                                    |
|  | Massetognathus pascuali                                                            |
|  |                                                                                    |
|  | Exaeretodon argentinus                                                             |
|  |                                                                                    |

|  | Massetognathus pascuali |
|  |                         |
|  | Exaeretodon argentinus  |
|  |                         |

|  | Pascualgnathus polanskii                                                           |
|  |                                                                                    |
|  | Luangwa drysdalli                                                                  |
|  |                                                                                    |
|  | Scalenodon angustifrons                                                            |
|  |                                                                                    |
|  | Mandagomphodon hirschoni                                                           |
|  |                                                                                    |
|  | \| \| Massetognathus pascuali \| \| \| \| \| \| Exaeretodon argentinus \| \| \| \| |
|  |                                                                                    |
|  | Massetognathus pascuali                                                            |
|  |                                                                                    |
|  | Exaeretodon argentinus                                                             |
|  |                                                                                    |

|  | Massetognathus pascuali |
|  |                         |
|  | Exaeretodon argentinus  |
|  |                         |

|  | Pascualgnathus polanskii                                                           |
|  |                                                                                    |
|  | Luangwa drysdalli                                                                  |
|  |                                                                                    |
|  | Scalenodon angustifrons                                                            |
|  |                                                                                    |
|  | Mandagomphodon hirschoni                                                           |
|  |                                                                                    |
|  | \| \| Massetognathus pascuali \| \| \| \| \| \| Exaeretodon argentinus \| \| \| \| |
|  |                                                                                    |
|  | Massetognathus pascuali                                                            |
|  |                                                                                    |
|  | Exaeretodon argentinus                                                             |
|  |                                                                                    |

|  | Massetognathus pascuali |
|  |                         |
|  | Exaeretodon argentinus  |
|  |                         |

|  | Pascualgnathus polanskii                                                           |
|  |                                                                                    |
|  | Luangwa drysdalli                                                                  |
|  |                                                                                    |
|  | Scalenodon angustifrons                                                            |
|  |                                                                                    |
|  | Mandagomphodon hirschoni                                                           |
|  |                                                                                    |
|  | \| \| Massetognathus pascuali \| \| \| \| \| \| Exaeretodon argentinus \| \| \| \| |
|  |                                                                                    |
|  | Massetognathus pascuali                                                            |
|  |                                                                                    |
|  | Exaeretodon argentinus                                                             |
|  |                                                                                    |

|  | Massetognathus pascuali |
|  |                         |
|  | Exaeretodon argentinus  |
|  |                         |

|  | Pascualgnathus polanskii                                                           |
|  |                                                                                    |
|  | Luangwa drysdalli                                                                  |
|  |                                                                                    |
|  | Scalenodon angustifrons                                                            |
|  |                                                                                    |
|  | Mandagomphodon hirschoni                                                           |
|  |                                                                                    |
|  | \| \| Massetognathus pascuali \| \| \| \| \| \| Exaeretodon argentinus \| \| \| \| |
|  |                                                                                    |
|  | Massetognathus pascuali                                                            |
|  |                                                                                    |
|  | Exaeretodon argentinus                                                             |
|  |                                                                                    |

|  | Massetognathus pascuali |
|  |                         |
|  | Exaeretodon argentinus  |
|  |                         |

|  | Pascualgnathus polanskii                                                           |
|  |                                                                                    |
|  | Luangwa drysdalli                                                                  |
|  |                                                                                    |
|  | Scalenodon angustifrons                                                            |
|  |                                                                                    |
|  | Mandagomphodon hirschoni                                                           |
|  |                                                                                    |
|  | \| \| Massetognathus pascuali \| \| \| \| \| \| Exaeretodon argentinus \| \| \| \| |
|  |                                                                                    |
|  | Massetognathus pascuali                                                            |
|  |                                                                                    |
|  | Exaeretodon argentinus                                                             |
|  |                                                                                    |

|  | Massetognathus pascuali |
|  |                         |
|  | Exaeretodon argentinus  |
|  |                         |

|  | Pascualgnathus polanskii                                                           |
|  |                                                                                    |
|  | Luangwa drysdalli                                                                  |
|  |                                                                                    |
|  | Scalenodon angustifrons                                                            |
|  |                                                                                    |
|  | Mandagomphodon hirschoni                                                           |
|  |                                                                                    |
|  | \| \| Massetognathus pascuali \| \| \| \| \| \| Exaeretodon argentinus \| \| \| \| |
|  |                                                                                    |
|  | Massetognathus pascuali                                                            |
|  |                                                                                    |
|  | Exaeretodon argentinus                                                             |
|  |                                                                                    |

|  | Massetognathus pascuali |
|  |                         |
|  | Exaeretodon argentinus  |
|  |                         |

|  | Pascualgnathus polanskii                                                           |
|  |                                                                                    |
|  | Luangwa drysdalli                                                                  |
|  |                                                                                    |
|  | Scalenodon angustifrons                                                            |
|  |                                                                                    |
|  | Mandagomphodon hirschoni                                                           |
|  |                                                                                    |
|  | \| \| Massetognathus pascuali \| \| \| \| \| \| Exaeretodon argentinus \| \| \| \| |
|  |                                                                                    |
|  | Massetognathus pascuali                                                            |
|  |                                                                                    |
|  | Exaeretodon argentinus                                                             |
|  |                                                                                    |

|  | Massetognathus pascuali |
|  |                         |
|  | Exaeretodon argentinus  |
|  |                         |

|  | Pascualgnathus polanskii                                                           |
|  |                                                                                    |
|  | Luangwa drysdalli                                                                  |
|  |                                                                                    |
|  | Scalenodon angustifrons                                                            |
|  |                                                                                    |
|  | Mandagomphodon hirschoni                                                           |
|  |                                                                                    |
|  | \| \| Massetognathus pascuali \| \| \| \| \| \| Exaeretodon argentinus \| \| \| \| |
|  |                                                                                    |
|  | Massetognathus pascuali                                                            |
|  |                                                                                    |
|  | Exaeretodon argentinus                                                             |
|  |                                                                                    |

|  | Massetognathus pascuali |
|  |                         |
|  | Exaeretodon argentinus  |
|  |                         |

|  | Pascualgnathus polanskii                                                           |
|  |                                                                                    |
|  | Luangwa drysdalli                                                                  |
|  |                                                                                    |
|  | Scalenodon angustifrons                                                            |
|  |                                                                                    |
|  | Mandagomphodon hirschoni                                                           |
|  |                                                                                    |
|  | \| \| Massetognathus pascuali \| \| \| \| \| \| Exaeretodon argentinus \| \| \| \| |
|  |                                                                                    |
|  | Massetognathus pascuali                                                            |
|  |                                                                                    |
|  | Exaeretodon argentinus                                                             |
|  |                                                                                    |

|  | Massetognathus pascuali |
|  |                         |
|  | Exaeretodon argentinus  |
|  |                         |

|  | Pascualgnathus polanskii                                                           |
|  |                                                                                    |
|  | Luangwa drysdalli                                                                  |
|  |                                                                                    |
|  | Scalenodon angustifrons                                                            |
|  |                                                                                    |
|  | Mandagomphodon hirschoni                                                           |
|  |                                                                                    |
|  | \| \| Massetognathus pascuali \| \| \| \| \| \| Exaeretodon argentinus \| \| \| \| |
|  |                                                                                    |
|  | Massetognathus pascuali                                                            |
|  |                                                                                    |
|  | Exaeretodon argentinus                                                             |
|  |                                                                                    |

|  | Massetognathus pascuali |
|  |                         |
|  | Exaeretodon argentinus  |
|  |                         |

|  | Pascualgnathus polanskii                                                           |
|  |                                                                                    |
|  | Luangwa drysdalli                                                                  |
|  |                                                                                    |
|  | Scalenodon angustifrons                                                            |
|  |                                                                                    |
|  | Mandagomphodon hirschoni                                                           |
|  |                                                                                    |
|  | \| \| Massetognathus pascuali \| \| \| \| \| \| Exaeretodon argentinus \| \| \| \| |
|  |                                                                                    |
|  | Massetognathus pascuali                                                            |
|  |                                                                                    |
|  | Exaeretodon argentinus                                                             |
|  |                                                                                    |

|  | Massetognathus pascuali |
|  |                         |
|  | Exaeretodon argentinus  |
|  |                         |

|  | Pascualgnathus polanskii                                                           |
|  |                                                                                    |
|  | Luangwa drysdalli                                                                  |
|  |                                                                                    |
|  | Scalenodon angustifrons                                                            |
|  |                                                                                    |
|  | Mandagomphodon hirschoni                                                           |
|  |                                                                                    |
|  | \| \| Massetognathus pascuali \| \| \| \| \| \| Exaeretodon argentinus \| \| \| \| |
|  |                                                                                    |
|  | Massetognathus pascuali                                                            |
|  |                                                                                    |
|  | Exaeretodon argentinus                                                             |
|  |                                                                                    |

|  | Massetognathus pascuali |
|  |                         |
|  | Exaeretodon argentinus  |
|  |                         |

|  | Pascualgnathus polanskii                                                           |
|  |                                                                                    |
|  | Luangwa drysdalli                                                                  |
|  |                                                                                    |
|  | Scalenodon angustifrons                                                            |
|  |                                                                                    |
|  | Mandagomphodon hirschoni                                                           |
|  |                                                                                    |
|  | \| \| Massetognathus pascuali \| \| \| \| \| \| Exaeretodon argentinus \| \| \| \| |
|  |                                                                                    |
|  | Massetognathus pascuali                                                            |
|  |                                                                                    |
|  | Exaeretodon argentinus                                                             |
|  |                                                                                    |

|  | Massetognathus pascuali |
|  |                         |
|  | Exaeretodon argentinus  |
|  |                         |

|  | Pascualgnathus polanskii                                                           |
|  |                                                                                    |
|  | Luangwa drysdalli                                                                  |
|  |                                                                                    |
|  | Scalenodon angustifrons                                                            |
|  |                                                                                    |
|  | Mandagomphodon hirschoni                                                           |
|  |                                                                                    |
|  | \| \| Massetognathus pascuali \| \| \| \| \| \| Exaeretodon argentinus \| \| \| \| |
|  |                                                                                    |
|  | Massetognathus pascuali                                                            |
|  |                                                                                    |
|  | Exaeretodon argentinus                                                             |
|  |                                                                                    |

|  | Massetognathus pascuali |
|  |                         |
|  | Exaeretodon argentinus  |
|  |                         |

|  | Pascualgnathus polanskii                                                           |
|  |                                                                                    |
|  | Luangwa drysdalli                                                                  |
|  |                                                                                    |
|  | Scalenodon angustifrons                                                            |
|  |                                                                                    |
|  | Mandagomphodon hirschoni                                                           |
|  |                                                                                    |
|  | \| \| Massetognathus pascuali \| \| \| \| \| \| Exaeretodon argentinus \| \| \| \| |
|  |                                                                                    |
|  | Massetognathus pascuali                                                            |
|  |                                                                                    |
|  | Exaeretodon argentinus                                                             |
|  |                                                                                    |

|  | Massetognathus pascuali |
|  |                         |
|  | Exaeretodon argentinus  |
|  |                         |

|  | Pascualgnathus polanskii                                                           |
|  |                                                                                    |
|  | Luangwa drysdalli                                                                  |
|  |                                                                                    |
|  | Scalenodon angustifrons                                                            |
|  |                                                                                    |
|  | Mandagomphodon hirschoni                                                           |
|  |                                                                                    |
|  | \| \| Massetognathus pascuali \| \| \| \| \| \| Exaeretodon argentinus \| \| \| \| |
|  |                                                                                    |
|  | Massetognathus pascuali                                                            |
|  |                                                                                    |
|  | Exaeretodon argentinus                                                             |
|  |                                                                                    |

|  | Massetognathus pascuali |
|  |                         |
|  | Exaeretodon argentinus  |
|  |                         |

|  | Pascualgnathus polanskii                                                           |
|  |                                                                                    |
|  | Luangwa drysdalli                                                                  |
|  |                                                                                    |
|  | Scalenodon angustifrons                                                            |
|  |                                                                                    |
|  | Mandagomphodon hirschoni                                                           |
|  |                                                                                    |
|  | \| \| Massetognathus pascuali \| \| \| \| \| \| Exaeretodon argentinus \| \| \| \| |
|  |                                                                                    |
|  | Massetognathus pascuali                                                            |
|  |                                                                                    |
|  | Exaeretodon argentinus                                                             |
|  |                                                                                    |

|  | Massetognathus pascuali |
|  |                         |
|  | Exaeretodon argentinus  |
|  |                         |

|  | Pascualgnathus polanskii                                                           |
|  |                                                                                    |
|  | Luangwa drysdalli                                                                  |
|  |                                                                                    |
|  | Scalenodon angustifrons                                                            |
|  |                                                                                    |
|  | Mandagomphodon hirschoni                                                           |
|  |                                                                                    |
|  | \| \| Massetognathus pascuali \| \| \| \| \| \| Exaeretodon argentinus \| \| \| \| |
|  |                                                                                    |
|  | Massetognathus pascuali                                                            |
|  |                                                                                    |
|  | Exaeretodon argentinus                                                             |
|  |                                                                                    |

|  | Massetognathus pascuali |
|  |                         |
|  | Exaeretodon argentinus  |
|  |                         |

|  | Pascualgnathus polanskii                                                           |
|  |                                                                                    |
|  | Luangwa drysdalli                                                                  |
|  |                                                                                    |
|  | Scalenodon angustifrons                                                            |
|  |                                                                                    |
|  | Mandagomphodon hirschoni                                                           |
|  |                                                                                    |
|  | \| \| Massetognathus pascuali \| \| \| \| \| \| Exaeretodon argentinus \| \| \| \| |
|  |                                                                                    |
|  | Massetognathus pascuali                                                            |
|  |                                                                                    |
|  | Exaeretodon argentinus                                                             |
|  |                                                                                    |

|  | Massetognathus pascuali |
|  |                         |
|  | Exaeretodon argentinus  |
|  |                         |

|  | Pascualgnathus polanskii                                                           |
|  |                                                                                    |
|  | Luangwa drysdalli                                                                  |
|  |                                                                                    |
|  | Scalenodon angustifrons                                                            |
|  |                                                                                    |
|  | Mandagomphodon hirschoni                                                           |
|  |                                                                                    |
|  | \| \| Massetognathus pascuali \| \| \| \| \| \| Exaeretodon argentinus \| \| \| \| |
|  |                                                                                    |
|  | Massetognathus pascuali                                                            |
|  |                                                                                    |
|  | Exaeretodon argentinus                                                             |
|  |                                                                                    |

|  | Massetognathus pascuali |
|  |                         |
|  | Exaeretodon argentinus  |
|  |                         |

## Paleobiologia
La presenza di un palato secondario, per quanto di foggia arcaica, indica che Cynognathus poteva cibarsi e respirare contemporaneamente, al contrario dei rettili che devono respirare fra un boccone e l'altro. La riduzione delle costole al di sotto della regione toracica indica inoltre la probabile presenza di un diaframma, un muscolo fondamentale nella respirazione dei mammiferi.
Uno studio istologico sulla base della corteccia ossea di Cynognathus ha mostrato che questo animale aveva un pattern di crescita continuo, costante e rapido. Il tessuto osseo di Cynognathus, inoltre, era molto più vascolarizzato rispetto a quello dell'affine e contemporaneo Diademodon (Botha e Chinsamy, 2001).

## Paleoecologia
Cynognathus doveva essere un predatore attivo particolarmente efficiente. La struttura delle zampe indica che questo animale doveva essere un buon corridore, anche se non quanto un mammifero carnivoro attuale. Le potenti fauci erano utilizzate dall'animale per bloccare la preda, mentre i denti erano in grado non solo di pugnalare e mordere, ma anche (in parte) di macinare la carne grazie ai denti a tre cuspidi.